# Zlatý pohár CONCACAF 2013
Zlatý pohár CONCACAF 2013 se konal od 7. července do 28. července 2013 ve Spojených státech amerických. Turnaj, pořádaný fotbalovou asociací CONCACAF byl 22. v historii. Odehrával se ve třinácti městech, finále se hrálo v Chicagu. Vítězem se stala reprezentace USA.

## Kvalifikované týmy
| Konfederace             | Kvalifikační turnaj            | Kvalifikované týmy                    |
| ----------------------- | ------------------------------ | ------------------------------------- |
| NAFU (Severní Amerika)  | Týmy kvalifikované automaticky | Mexiko Kanada                         |
| CFU (Karibik)           | Karibský pohár 2012            | Kuba Trinidad a Tobago Haiti Martinik |
| UNCAF (Střední Amerika) | Středoamerický pohár 2013      | Honduras Salvador Belize Panama       |
| Pořadatel               | Pořadatel                      | USA                                   |

## Základní skupiny
| Vysvětlivky | Vysvětlivky                                                                                  |
| ----------- | -------------------------------------------------------------------------------------------- |
|             | První dva týmy z každé skupiny a nejlepší dva týmy na třetích místech postoupily do play off |

### Skupina A
| Tým      | Z | V | R | P | VG | IG | +/− | B |
| -------- | - | - | - | - | -- | -- | --- | - |
| Panama   | 3 | 2 | 1 | 0 | 3  | 1  | +2  | 7 |
| Mexiko   | 3 | 2 | 0 | 1 | 6  | 3  | +3  | 6 |
| Martinik | 3 | 1 | 0 | 2 | 2  | 4  | −2  | 3 |
| Kanada   | 3 | 0 | 1 | 2 | 0  | 3  | −3  | 1 |

| 7. července 2013 17:30 |        |                |                                                          |
| Kanada                 | 0-1    | Martinik       | Rose Bowl, Pasadena diváci: 56 822 rozhodčí: Marcos Brea |
|                        | Report | Reuperné 90+3' | Rose Bowl, Pasadena diváci: 56 822 rozhodčí: Marcos Brea |

| 7. července 2013 20:00 |        |                          |                                                             |
| Mexiko                 | 1-2    | Panama                   | Rose Bowl, Pasadena diváci: 56 822 rozhodčí: Wálter Quesada |
| Fabián 45+2'           | Report | G. Torres 7' (pen.), 48' | Rose Bowl, Pasadena diváci: 56 822 rozhodčí: Wálter Quesada |

| 11. července 2013 20:30 |        |          |                                                                    |
| Panama                  | 1-0    | Martinik | CenturyLink Field, Seattle diváci: 28 354 rozhodčí: Armando Oviedo |
| G. Torres 85' (pen.)    | Report |          | CenturyLink Field, Seattle diváci: 28 354 rozhodčí: Armando Oviedo |

| 11. července 2013 23:00          |        |        |                                                                  |
| Mexiko                           | 2-0    | Kanada | CenturyLink Field, Seattle diváci: 28 354 rozhodčí: Joel Aguilar |
| R. Jiménez 42' Fabián 57' (pen.) | Report |        | CenturyLink Field, Seattle diváci: 28 354 rozhodčí: Joel Aguilar |

| 14. července 2013 15:30 |        |        |                                                                        |
| Panama                  | 0–0    | Kanada | Sports Authority Field, Denver diváci: 30 000 rozhodčí: Walter Quesada |
|                         | Report |        | Sports Authority Field, Denver diváci: 30 000 rozhodčí: Walter Quesada |

| 14. července 2013 18:00 |        |                                 |                                                                     |
| Martinik                | 1–3    | Mexiko                          | Sports Authority Field, Denver diváci: 30 000 rozhodčí: Marc Geiger |
| Parsemain 43' (pen.)    | Report | Fabián 21' Montes 34' Ponce 90' | Sports Authority Field, Denver diváci: 30 000 rozhodčí: Marc Geiger |

### Skupina B
| Tým               | Z | V | R | P | VG | IG | +/− | B |
| ----------------- | - | - | - | - | -- | -- | --- | - |
| Honduras          | 3 | 2 | 0 | 1 | 3  | 2  | +1  | 6 |
| Trinidad a Tobago | 3 | 1 | 1 | 1 | 4  | 4  | 0   | 4 |
| Salvador          | 3 | 1 | 1 | 1 | 3  | 3  | 0   | 4 |
| Haiti             | 3 | 1 | 0 | 2 | 2  | 3  | −1  | 3 |

| 8. července 2013 19:00 |        |                         |                                                                   |
| Salvador               | 2–2    | Trinidad a Tobago       | Red Bull Arena, Harrison diváci: 20 000 rozhodčí: Marco Rodríguez |
| Zelaya 22', 69'        | Report | Daniel 11' K. Jones 73' | Red Bull Arena, Harrison diváci: 20 000 rozhodčí: Marco Rodríguez |

| 8. července 2013 21:30 |        |                              |                                                                      |
| Haiti                  | 0–2    | Honduras                     | Red Bull Arena, Harrison diváci: 20 000 rozhodčí: Hugo Cruz Alvarado |
|                        | Report | R. Martínez 4' M. Chavez 77' | Red Bull Arena, Harrison diváci: 20 000 rozhodčí: Hugo Cruz Alvarado |

| 12. července 2013 19:00 |        |                  |                                                                                 |
| Trinidad a Tobago       | 0–2    | Haiti            | Sun Life Stadium, Miami Gardens diváci: 28 713 rozhodčí: Jeffrey Solis Calderón |
|                         | Report | Maurice 16', 53' | Sun Life Stadium, Miami Gardens diváci: 28 713 rozhodčí: Jeffrey Solis Calderón |

| 12. července 2013 21:30 |        |          |                                                                       |
| Honduras                | 1–0    | Salvador | Sun Life Stadium, Miami Gardens diváci: 28 713 rozhodčí: Jair Marrufo |
| Claros 90+2'            | Report |          | Sun Life Stadium, Miami Gardens diváci: 28 713 rozhodčí: Jair Marrufo |

| 15. července 2013 19:00 |        |       |                                                                      |
| Salvador                | 1–0    | Haiti | BBVA Compass Stadium, Houston diváci: 21 783 rozhodčí: Javier Santos |
| Zelaya 76'              | Report |       | BBVA Compass Stadium, Houston diváci: 21 783 rozhodčí: Javier Santos |

| 15. července 2013 21:30 |        |                             |                                                                        |
| Honduras                | 0–2    | Trinidad a Tobago           | BBVA Compass Stadium, Houston diváci: 21 783 rozhodčí: Marco Rodríguez |
|                         | Report | Jones 48' (pen.) Molino 67' | BBVA Compass Stadium, Houston diváci: 21 783 rozhodčí: Marco Rodríguez |

### Skupina C
| Tým       | Z | V | R | P | VG | IG | +/− | B |
| --------- | - | - | - | - | -- | -- | --- | - |
| USA       | 3 | 3 | 0 | 0 | 11 | 2  | +9  | 9 |
| Kostarika | 3 | 2 | 0 | 1 | 4  | 1  | +3  | 6 |
| Kuba      | 3 | 1 | 0 | 2 | 5  | 7  | −2  | 3 |
| Belize    | 3 | 0 | 0 | 3 | 1  | 11 | −10 | 0 |

| 9. července 2013 20:30         |        |      |                                                                 |
| Kostarika                      | 3–0    | Kuba | Jeld-Wen Field, Portland diváci: 18 724 rozhodčí: Elmer Bonilla |
| Barrantes 52', 77' Arrieta 71' | Report |      | Jeld-Wen Field, Portland diváci: 18 724 rozhodčí: Elmer Bonilla |

| 9. července 2013 23:00 |        |                                                                           |                                                                    |
| Belize                 | 1–6    | USA                                                                       | Jeld-Wen Field, Portland diváci: 18 724 rozhodčí: Héctor Rodríguez |
| Gaynair 40'            | Report | Wondolowski 12', 37', 41' Holden 58' Orozco Fiscal 72' Donovan 76' (pen.) | Jeld-Wen Field, Portland diváci: 18 724 rozhodčí: Héctor Rodríguez |

| 13. července 2013 15:30                              |        |             |                                                                |
| USA                                                  | 4–1    | Kuba        | Rio Tinto Stadium, Sandy diváci: 17 597 rozhodčí: David Gantar |
| Donovan 45+2' (pen.) Corona 57' Wondolowski 66', 85' | Report | Alfonso 36' | Rio Tinto Stadium, Sandy diváci: 17 597 rozhodčí: David Gantar |

| 13. července 2013 18:00 |        |        |                                                                     |
| Kostarika               | 1–0    | Belize | Rio Tinto Stadium, Sandy diváci: 17 597 rozhodčí: Enrico Wijngaarde |
| Eiley 49' (vl.)         | Report |        | Rio Tinto Stadium, Sandy diváci: 17 597 rozhodčí: Enrico Wijngaarde |

| 16. července 2013 17:30              |        |        |                                                                            |
| Kuba                                 | 4-0    | Belize | Rentschler Field, East Hartford diváci: 25 432 rozhodčí: Enrico Wijngaarde |
| Martínez 38', 61', 84' Márquez 90+3' | Report |        | Rentschler Field, East Hartford diváci: 25 432 rozhodčí: Enrico Wijngaarde |

| 16. července 2013 20:00 |        |           |                                                                            |
| USA                     | 1-0    | Kostarika | Rentschler Field, East Hartford diváci: 25 432 rozhodčí: Courtney Campbell |
| Shea 82'                | Report |           | Rentschler Field, East Hartford diváci: 25 432 rozhodčí: Courtney Campbell |

### Žebříček týmů na třetích místech
Dva nejlepší týmy na třetích místech postoupily do čtvrtfinále.
| Skupina | Tým      | Z | V | R | P | VG | IG | +/− | B |
| ------- | -------- | - | - | - | - | -- | -- | --- | - |
| B       | Salvador | 3 | 1 | 1 | 1 | 3  | 3  | 0   | 4 |
| C       | Kuba     | 3 | 1 | 0 | 2 | 5  | 7  | −2  | 3 |
| A       | Martinik | 3 | 1 | 0 | 2 | 2  | 4  | −2  | 3 |

## Vyřazovací fáze
|  | Čtvrtfinále              | Čtvrtfinále              |                          |   | Semifinále | Semifinále |  |  | Finále | Finále |
|  | 20. července – Atlanta   |                          |                          |   |            |            |  |  |        |        |
|  |                          |                          |                          |   |            |            |  |  |        |        |
|  | Mexiko                   | 1                        |                          |   |            |            |  |  |        |        |
|  | Mexiko                   | 1                        | 24. července – Arlington |   |            |            |  |  |        |        |
|  | Trinidad a Tobago        | 0                        |                          |   |            |            |  |  |        |        |
|  | Trinidad a Tobago        | 0                        | Mexiko                   | 1 |            |            |  |  |        |        |
|  | 20. července – Atlanta   |                          | Mexiko                   | 1 |            |            |  |  |        |        |
|  |                          | Panama                   | 2                        |   |            |            |  |  |        |        |
|  | Panama                   | Panama                   | 2                        | 6 |            |            |  |  |        |        |
|  | Panama                   |                          | 28. července – Chicago   | 6 |            |            |  |  |        |        |
|  | Kuba                     | 1                        |                          |   |            |            |  |  |        |        |
|  | Kuba                     | 1                        | Panama                   | 0 |            |            |  |  |        |        |
|  | 21. července – Baltimore |                          | Panama                   | 0 |            |            |  |  |        |        |
|  |                          | USA                      | 1                        |   |            |            |  |  |        |        |
|  | Honduras                 | USA                      | 1                        | 1 |            |            |  |  |        |        |
|  | Honduras                 | 24. července – Arlington |                          | 1 |            |            |  |  |        |        |
|  | Kostarika                | 0                        |                          |   |            |            |  |  |        |        |
|  | Kostarika                | 0                        | Honduras                 | 1 |            |            |  |  |        |        |
|  | 21. července – Baltimore |                          | Honduras                 | 1 |            |            |  |  |        |        |
|  |                          | USA                      | 3                        |   |            |            |  |  |        |        |
|  | USA                      | USA                      | 3                        | 5 |            |            |  |  |        |        |
|  | USA                      |                          |                          | 5 |            |            |  |  |        |        |
|  | Salvador                 | 1                        |                          |   |            |            |  |  |        |        |
|  | Salvador                 | 1                        |                          |   |            |            |  |  |        |        |

### Čtvrtfinále
| 20. července 2013 15:30                                                  |        |             |                                                            |
| Panama                                                                   | 6–1    | Kuba        | Georgia Dome, Atlanta diváci: 54 229 rozhodčí: Mark Geiger |
| G. Torres 25' (pen.), 37' C. Rodríguez 68' B. Pérez 78', 88' Jiménez 85' | Report | Alfonso 21' | Georgia Dome, Atlanta diváci: 54 229 rozhodčí: Mark Geiger |

| 20. července 2013 18:30 |        |                   |                                                             |
| Mexiko                  | 1–0    | Trinidad a Tobago | Georgia Dome, Atlanta diváci: 54 229 rozhodčí: Joel Aguilar |
| R. Jiménez 84'          | Report |                   | Georgia Dome, Atlanta diváci: 54 229 rozhodčí: Joel Aguilar |

| 21. července 2013 16:00                                        |        |                   |                                                                        |
| USA                                                            | 5–1    | Salvador          | M&T Bank Stadium, Baltimore diváci: 70 540 rozhodčí: Enrico Wijngaarde |
| Goodson 21' Corona 29' E. Johnson 60' Donovan 78' Diskerud 83' | Report | Zelaya 39' (pen.) | M&T Bank Stadium, Baltimore diváci: 70 540 rozhodčí: Enrico Wijngaarde |

| 21. července 2013 19:00 |        |           |                                                                        |
| Honduras                | 1–0    | Kostarika | M&T Bank Stadium, Baltimore diváci: 70 540 rozhodčí: Courtney Campbell |
| Najar 49'               | Report |           | M&T Bank Stadium, Baltimore diváci: 70 540 rozhodčí: Courtney Campbell |

### Semifinále
| 24. července 2013 19:00         |        |            |                                                                    |
| USA                             | 3-1    | Honduras   | Cowboys Stadium, Arlington diváci: 81 410 rozhodčí: Wálter Quesada |
| E. Johnson 11' Donovan 27', 53' | Report | Medina 52' | Cowboys Stadium, Arlington diváci: 81 410 rozhodčí: Wálter Quesada |

| 24. července 2013 22:00    |        |            |                                                                       |
| Panama                     | 2-1    | Mexiko     | Cowboys Stadium, Arlington diváci: 81 410 rozhodčí: Courtney Campbell |
| B. Pérez 13' R. Torres 61' | Report | Montes 26' | Cowboys Stadium, Arlington diváci: 81 410 rozhodčí: Courtney Campbell |

### Finále
| 28. července 2013 16:00 |        |        |                                                              |
| USA                     | 1–0    | Panama | Soldier Field, Chicago diváci: 57 920 rozhodčí: Joel Aguilar |
| Shea 69'                | Report |        | Soldier Field, Chicago diváci: 57 920 rozhodčí: Joel Aguilar |